# Administrateur diocésain
Un administrateur diocésain (anciennement vicaire capitulaire) est un prêtre catholique qui a la charge temporaire d'un diocèse, dans l'attente qu'un évêque y soit nommé. Un administrateur directement nommé par le pape est appelé administrateur apostolique.